# Our Love Affair
Our Love Affair ist ein Lied aus dem Jahr 1940, das von Roger Edens und George E. Stoll komponiert wurde; der Text des Liedes stammt von Arthur Freed. In der von Judy Garland und Mickey Rooney gesungenen Version wurde es als Filmsong für den Film Heiße Rhythmen in Chicago verwendet. Bei der Oscarverleihung 1941 war das Lied in der Kategorie Bester Song nominiert.
Das Lied wurde unter anderem von Frank Sinatra gecovert, ferner vom Casa Loma Orchestra, Bea Wain, Tommy Dorsey, Glenn Miller, Ernst van’t Hoff, Rosemary Clooney und Herman Chittison.